# Zwartvleugeldwergtriller
De zwartvleugeldwergtriller (Hemipus hirundinaceus) is een zangvogel uit de familie Vangidae (vanga's).

## Kenmerken
Deze vogels lijken zowel op klauwieren als op vliegenvangers; ze zijn echter niet verwant aan vliegenvangers, maar ze behoren wel tot dezelfde superfamilie als de klauwieren. De vogel is 15 cm lang. Het mannetje is zwart van boven. Hij lijkt sterk op de bonte dwergtriller maar die heeft wit op de vleugel, de zwartvleugeldwergtriller niet. De vogel heeft verder een witte stuit, witte buitenste staartpennen en een vuilwitte buik en borst. Het vrouwtje is grijsbruin in plaats van zwart en ook vuilwit van onder.

## Voorkomen en leefgebied
De zwartvleugeldwergtriller komt voor op het schiereiland Malakka en op Sumatra, Java en Borneo. Zijn natuurlijk leefgebied is tropisch, vochtig laaglandbos of mangrovebos, waar het een algemene standvogel is.

## Status
De zwartvleugeldwergtriller heeft een groot verspreidingsgebied en daardoor alleen al is de kans op uitsterven uiterst gering. De grootte van de populatie is niet gekwantificeerd. Er is echter aanleiding te veronderstellen dat de soort in aantal achteruit gaat, maar het tempo ligt onder de 30% in tien jaar (minder dan 3,5% per jaar). Om die redenen staat deze dwergtriller als niet bedreigd op de Rode Lijst van de IUCN.